# Irwinton
Irwinton è una città degli Stati Uniti d'America, situata in Georgia, nella Contea di Wilkinson, della quale è il capoluogo.